# Loma del Faro, Soledad de Doblado
Loma del Faro är en ort i Mexiko.   Den ligger i kommunen Soledad de Doblado och delstaten Veracruz, i den sydöstra delen av landet, 290 km öster om huvudstaden Mexico City. Loma del Faro ligger 79 meter över havet och antalet invånare är 149.
Terrängen runt Loma del Faro är platt, och sluttar österut. Runt Loma del Faro är det ganska tätbefolkat, med 80 invånare per kvadratkilometer. Närmaste större samhälle är Soledad de Doblado, 12,6 km söder om Loma del Faro. Trakten runt Loma del Faro består till största delen av jordbruksmark.